# Nordijska kombinacija na Zimskih olimpijskih igrah 1980
Nordijska kombinacija na Zimskih olimpijskih igrah 1980.

## Rezultati
| Poz    | Tekmovalec         | Rezultat |
| ------ | ------------------ | -------- |
| Zlato  | Ulrich Wehling     | 432,200  |
| Srebro | Jouko Karjalainen  | 429,500  |
| Bron   | Konrad Winkler     | 425,320  |
| 4      | Tom Sandberg       | 418,465  |
| 5      | Uwe Dotzauer       | 418,415  |
| 6      | Karl Lustenberger  | 412,210  |
| 7      | Aleksander Majorov | 409,135  |
| 8      | Günther Schmieder  | 404,075  |